# Лінія Тодзай (Токійське метро)
Лі́нія Ґі́ндза (яп. 東西線, とうざいせん, МФА: [toːd͡zai̯ seɴ]) — лінія Токійського метро, складова Токійського метрополітену. Сполучає місцевості Накано й Ніхонбасі метрополії Токіо на заході із Нісі-Фунабасі префектури Тіба на сході. Протяжність — 30,8 км. Має 23 станцій. Назва означає «Схід—Захід». Порядковий номер — № 5. Колір — блакитний. Літера — Т, знак — .